# Place de la Liberté (Alep)
Pour les articles homonymes, voir Place de la Liberté.
La place de la Liberté (arabe : ساحة الحرية) est une grande place de la ville d'Alep.

## Situation et accès
Située dans le quartier d'al-Aziziyeh, elle est traversée du nord au sud par la rue Youssef al-Azmeh et elle marque le début de la rue Qustaki al-Himsi et la fin de la rue Farès al-Khoury à l'est, où se trouve l'église Saint-Michel-Archange (de culte catholique melkite). L'entrée principale du jardin public d'Alep se trouve du côté occidental de la place, donnant sur la rue Majdaldin al-Djabiri. C'est aussi le point de départ de plusieurs rues plus étroites.
La place de la Liberté est un lieu où se trouvent beaucoup de restaurants, de bars et de cafés.

## Bâtiments remarquables et lieux de mémoire
Le buste du poète syrien Qustaki al-Himsi (1858-1941) est érigé depuis 1971 au milieu de la place.

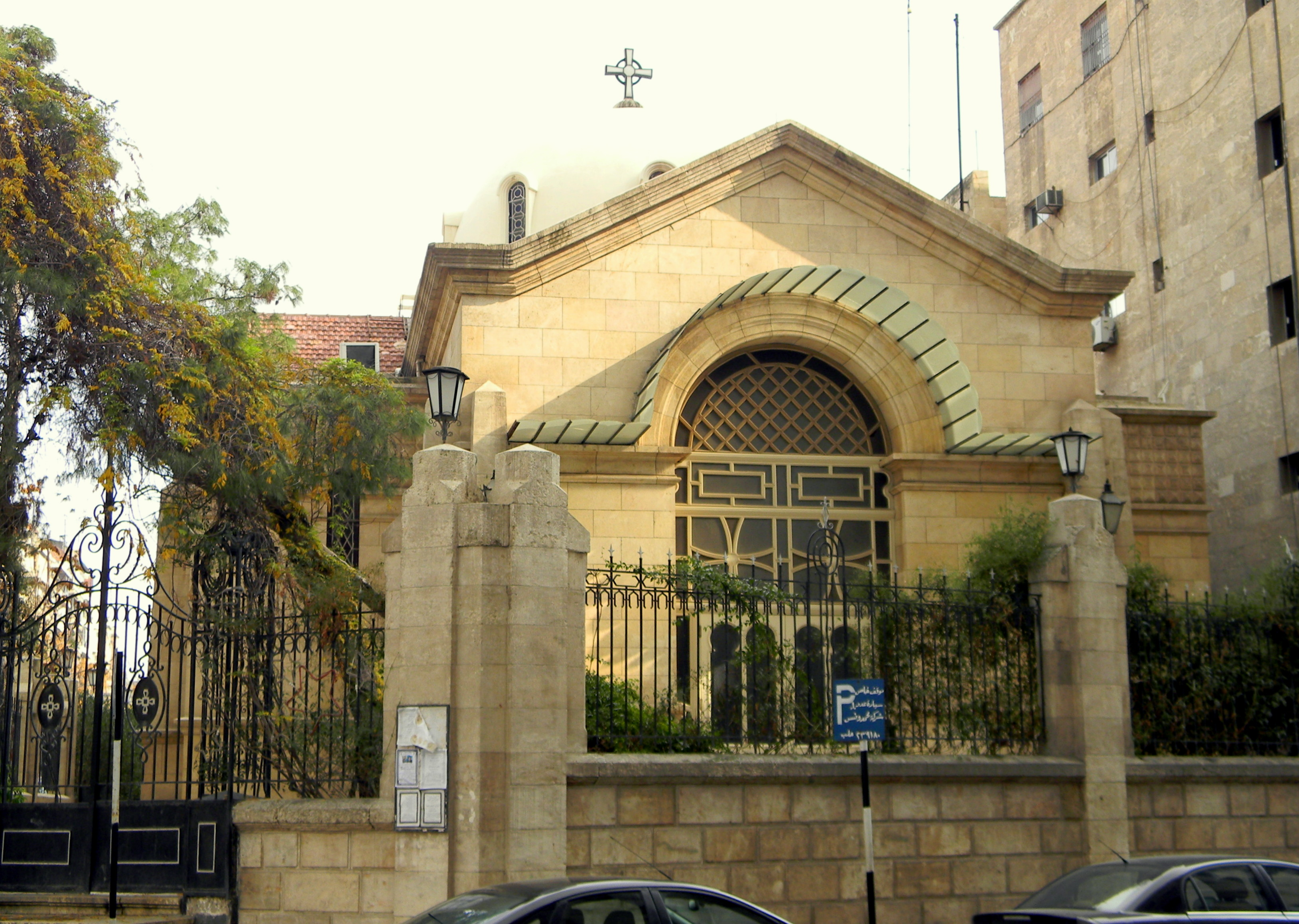
Vue de l'église melkite Saint-Michel-Archange